# مدیاپولا
مدیاپولا (به لاتین: Mediyapola) یک منطقهٔ مسکونی در سری‌لانکا است که در استان مرکزی (سری‌لانکا) واقع شده‌است.